# إنجيل متياس
إنجيل متياس هو سفر ضائع معدود ضمن الأناجيل المنحولة، يُنسب إلى متياس تلميذ المسيح الذي تم اختياره ليكون بديلًا عن يهوذا الإسخريوطي (وفق سفر أعمال الرسل 1: 15–26). نص هذا الإنجيل مُستنبط من كتابات قديمة عدة لآباء الكنيسة، نظرًا لفقدان النص الأصلي. ولا توجد دلائل كافية لتحديد ما إذا كان نصًا يختلف عن «روايات متياس» أم أنه نفس العمل.